# ヘイトスピーチと排外主義に加担しない出版関係者の会
ヘイトスピーチと排外主義に加担しない出版関係者の会（ヘイトスピーチとはいがいしゅぎにかたんしないしゅっぱんかんけいしゃのかい）とは日本の出版業界に携わる者が2014年3月に結成したグループ。反人種差別及び反排外主義を掲げ、「排外的、人種差別的な書籍の撤去を目標」としている。略称として"BLAR"(BookLovers Against Racism)を用いている。

## 設立
ヘイトスピーチと排外主義に加担しない出版関係者の会は「（自らが判断するところの）中国や韓国など他国および民族集団、あるいは在日外国人など少数者へのバッシングを目的とした出版物（同団体は「ヘイト出版」と総称している）」が書店に並びベストセラーになっている状況に対抗して、大月書店社員の岩下結がFacebook上で提起したことが発端となって賛同人が集まり、2014年3月にFacebookページを開設した。カナロコによれば2014年1月に2人が設立したと紹介されている。

## 会員
呼び掛け人の岩下結によればヘイトスピーチと排外主義に加担しない出版関係者の会ではおよそ20人が活動しており、出版社で編集や営業をしている人や本屋や作家がいる。2014年4月の会合には約20人が集った。会社に隠れて参加している者も多い。
呼び掛け人岩下結は大月書店、事務局員の真鍋かおるは高文研、森幸子は新日本出版社に勤務しており、主にこの3名がメディアや記者会見などに登場している。
『NOヘイト!出版の製造者責任を考える』を出版した、ころからは同書内ではメンバーの一員と記載されているが、後に同会のFacebookページでは「ころから株式会社代表の木瀬貴吉氏は、現在および取材の時点で、当会のメンバーではありません。」と発表している。また、岩下は日本出版労働組合連合会(出版労連)の機関紙の対談に登場している。

## 活動
2014年7月4日には東京で日本出版労働組合連合会(出版労連)との共催による「出版物の製造者責任を考える」ということをテーマとしたシンポジウムを開き、現在の日本の書店の状況に対して、韓国の書店のベストセラーの書棚には反日的なタイトルがほとんど見当たらないとする説明を行った。
2014年10月30日には、嫌韓嫌中本の出版が相次いでいることに歯止めをかけるとして、ヘイトスピーチと排外主義に加担しない出版関係者の会を編者の名義で『NOヘイト!出版の製造者責任を考える』という書籍を出版した。2015年2月9日、同書を出版した「ころから」代表の木瀬貴吉と『WiLL』編集長（当時）の花田紀凱との公開討論が新宿ロフトプラスワンでおこなわれたが、木瀬の"ヘイト本"批判に花田が反論し、両者の主張が対立したまま物別れに終わった。
2015年には、同年に発表されたはすみとしこの『偽装難民』の少女のイラストに抗議した。